# Tamás Vicsek
Tamás Vicsek (né le 10 mai 1948 à Budapest) est un scientifique hongrois.
Ses recherches et publications portent sur l'étude numérique des liquides denses, le moteur moléculaire, les phénomènes collectifs en biologie des systèmes,.
Il a donné son nom à une fractale et à un modèle de la matière active (en).

## Prix
2020 : Prix Lars-Onsager